# Багровая мгла (фильм, 2008)
«Багровая мгла» (англ. Freakdog) — триллер 2008 года режиссёра Пэдди Бретнэка. Мировая премьера: 22 августа 2008 года. Хотя действие происходит в Соединенных Штатах, фильм снимался в Белфасте, Северная Ирландия.

## Сюжет
На хмельной вечеринке группа студентов-медиков до полусмерти накачивают алкоголем и запрещёнными препаратами местного лузера Кэннета, случайно оказавшегося в их компании. Когда тот валится с ног и начинает биться в конвульсиях, ребята мгновенно трезвеют, понимая, что, если парня  сейчас же не доставить в больницу, он испустит дух прямо пред ними. Но тогда станет известно об их маленькой попойке, и о карьере врачей можно будет забыть. Никто не хочет рисковать своим будущим, и, недолго думая, они оставляют умирающего бедолагу на пороге клиники, где проходят практику.
Кэннета находят, но из-за несвоевременного оказания медицинской помощи, он впадает в глубокую кому, шансы выйти из которой практически сведены к нулю. А так как у парня нет ни родственников, ни медицинской страховки, руководство больницы принимает решение при дальнейшем отсутствии положительной динамики отключить Кэннета от аппарата искусственного поддержания жизни.
Кэтрин — единственная из компании горе-студентов искренне переживает из-за их малодушного поступка. Она решает ввести Кэннету экспериментальный не протестированный препарат, стимулирующий работу головного мозга. Однако лекарство даёт неожиданный результат: сознание Кэннета начинает вселяться в людей, заставляя их последовательно и очень изощрённо убивать своих обидчиков. После ужасной смерти очередного из своих друзей, Кэтрин, наконец, сводит концы с концами и осознаёт, к каким последствиям привели её благие намерения. Девушка понимает, что остановить цепочку убийств можно, только отключив Кэннета от аппарата жизнеобеспечения. Но до разбушевавшегося коматозника оказывается не так то просто добраться...

## В ролях
| Актёр               | Роль             |
| ------------------- | ---------------- |
| Ариэл Кеббел        | Кэтрин           |
| Сара Картер         | Ким              |
| Стивен Диллэйн      | доктор Харрис    |
| Эндрю Ли Поттс      | Кэннет           |
| Алекс Уиндэм        | Джейк            |
| Кэти Макграт        | Харриет          |
| Кристина Чонг       | Ёшими            |
| Мартин Компстон     | Шон              |
| Майкл Джибсон       | Стив             |
| МайАнна Бёринг      | Шелби            |
| Колин Стинтон       | детектив Картерт |
| Ник Хардин          | Уолт             |
| Майкл Дж. Рейнольдс | доктор Стигман   |
| Арт Паркинсон       | Кэннет в детстве |
| Брона Таггарт       | мать Кэннета     |

## Съёмочная группа
- Режиссёр: Пэдди Бретнэк
- Продюсеры: Саймон Босанкет, Марк Хаффам, Майкл Келли, Майкл Генри, Роберт Литтл, Стив Норрис, Томас Торстенссон
- Сценарист: Спенс Райт
- Композитор: Стивен Уорбек
- Оператор: Руаири О’Брайэн
- Художники: Дэвид Крэйг, Хэйзел Вебб-Крозье
- Монтажёр: Дермот Дискин